# Jaedong
Lee Jae-Dong, tên trong trò chơi là Jaedong, được biết đến với biệt danh The Tyrant (Bạo chúa) và The Legend Killer (Sát thủ huyền thoại), (sinh ngày 9 tháng 1 năm 1990) là game thủ chuyên nghiệp StarCraft: Brood War và StarCraft 2 người Hàn Quốc đang chơi cho đội Evil Geniuses của Mỹ. Sử dụng chủng tộc Zerg cho cả hai trò chơi, Jaedong là một trong những game thủ StarCraft thành công nhất mọi thời đại với thành tích vô địch 5 giải OnGameNet Starleague (OSL) và MBCGame StarCraft League (MSL), giành hơn $500.000 chỉ tính riêng tiền thưởng đấu giải trong suốt sự nghiệp của mình.

## Thống kê sự nghiệp OSL/MSL/WCG
| Năm  | Liên đoàn            | Tên giải         | Kết quả trận chung kết | Đối thủ                        | Ghi chú                                    |
| ---- | -------------------- | ---------------- | ---------------------- | ------------------------------ | ------------------------------------------ |
| 2010 | World Cyber Games    | 2010 Grand Final | WW                     | Yayba (P, Infernal Gamers)     | Thua FlaSh ở vòng bán kết                  |
| 2010 | OnGameNet Starleague | Korean Air 2     | LWLL                   | FlaSh (T, KT Rolster)          |                                            |
| 2010 | MBCgame Starleague   | Bigfile          | LLWWL                  | FlaSh (T, KT Rolster)          |                                            |
| 2010 | MBCgame Starleague   | Hana Daetoo      | LLL                    | FlaSh (T, KT Rolster)          |                                            |
| 2009 | MBCgame Starleague   | Nate             | WLWW                   | FlaSh (T, KT Rolster)          | Mất điện vào ván đấu thứ ba bản đồ Odd-Eye |
| 2009 | World Cyber Games    | 2009 Grand Final | WLW                    | Stork (P, Samsung KHAN)        |                                            |
| 2009 | OnGameNet Starleague | Bacchus 2009     | WWW                    | YellOw[ArnC] (Z, Hite Sparkyz) | Nhận con chuột vàng OSL                    |
| 2009 | OnGameNet Starleague | Batoo            | LLWWW                  | By.Fantasy (T, SKT T1)         |                                            |
| 2008 | MBCgame Starleague   | Arena            | LLL                    | fOrGG (T, Lecaf OZ)            |                                            |
| 2007 | MBCgame Starleague   | GomTV S4         | LWWW                   | Siz)KaL (P, STX SouL)          |                                            |
| 2007 | OnGameNet Starleague | EVER 2007        | LWWW                   | Stork (P, Samsung KHAN)        | Danh hiệu lớn đầu tiên                     |